# Hertseliyya
Hertseliyya és una ciutat d'Israel al nord Tel-Aviv i al sud de Netanya, que forma part de l'àrea metropolitana de Gush Dan i del districte de Tel-Aviv.
La ciutat va ser batejada en honor de Theodor Herzl, el pare del sionisme modern. Fou fundada el 1924 per set famílies pioneres. Actualment, hi ha una població de més de 80.000 habitants distribuïts en 26 km². Herliya esdevingué oficialment ciutat el 1960 i la bandera municipal representa set estrelles (segons la idea de Herlz de la jornada laboral de set hores), un vaixell petit, dos sacs de farina i un timó.
Hertseliyya disposa, des dels anys noranta, d'un gran port esportiu així com d'un petit aeròdrom (codi: LLHZ), d'un vell districte comercial i de dos centres comercials i d'un estadi olímpic. Té, a més a més, equips professionals de bàsquet i de futbol i és la seu dels estudis cinematogràfics més grans d'Israel, els Herzliya Studios.
A la ciutat hi ha també el Centre Interdisciplinari de Hertseliyya  i nombroses escoles públiques i privades, incloent-hi l'escola superior de ciències 'ALeH.
A la costa més septentrional de la ciutat hi ha un parc nacional que inclou les ruïnes d'Apol·lònia, una població de 1.700 anys d'història que fou destruïda durant l'expulsió dels croats.

## Zona costanera

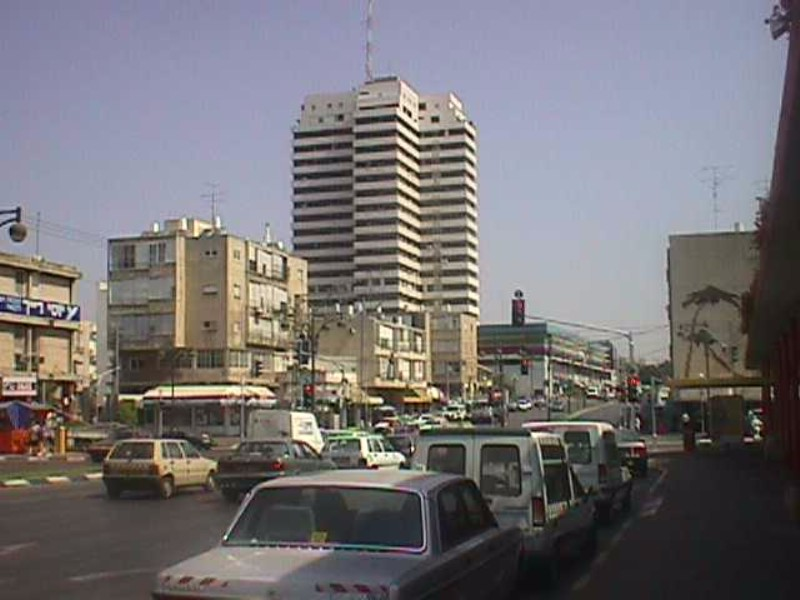
Avinguda Ben Gurion

La part més occidental de Hertseliyya, situada a la costa, és una aglomeració d'hotels, empreses de noves tecnologies i habitatges de luxe, que inclouen la casa de l'ambaixador dels Estats Units i de gran part de la crème de la crème israeliana. A l'estiu atrau un gran nombre de turistes.
El port esportiu, construït durant els anys noranta per l'alcalde Eli Landau, se situa al sud de l'hotel Accadia i ocupa una superfície de 0,5 km². El complex inclou un centre comercial, pistes esportives i cases de luxe. La construcció d'aquestes instal·lacions no fou exenta de polèmica, perquè s'argumentà que perjudicava la platja i alterava els corrents marins, bloquejant la sorra que arrossegaven des del sud i reduint les platges més septentrionals.

## Alcaldes
1. Avrāham Hīrsh (1937-1938)
2. Shim`ōn Ze'ev Lewīn (1938-1943)
3. Ben-Tsiyyōn Mikha'elī (1943-1960)
4. Pesah Yifher (1960-1966)
5. Natan Rōzental (interinament, 1966-1967)
6. Yōsef Nāvō (1969-1983)
7. Elī Landāw (1983-1998)
8. Ya'el German (1998-)

## Ciutats agermanades
- Alacant (1989, València)
- Banská Bystrica (1996, Eslovàquia)
- Bursa (1997, Turquia)
- Columbus (1994, Ohio, EUA)
- Dniprò (1992, Ucraïna)
- Funchal (1991, Portugal)
- Hollywood (Florida, EUA)
- Jeroham (Israel)
- Marl (1981, Alemanya)
- San Bernardino (1988, Califòrnia, EUA)
- San Isidro (1997, Perú)
- Tayyibe (Israel)
- Toló (1989, França)